# Bernie (film 2011)
Bernie è un film del 2011 scritto e diretto da Richard Linklater, con protagonista Jack Black.
Il film narra una vicenda realmente accaduta nel 1998 e si basa sull'articolo scritto da Skip Hollandsworth sulla rivista Texas Monthly.

## Trama
Nella piccola cittadina di Carthage, Texas, l'assistente delle pompe funebri Bernie Tiede è uno dei residenti più amati della città. Insegna alla scuola domenicale, canta nel coro della chiesa ed è sempre pronto a dare una mano. Tutti amano e apprezzano Bernie, finché non stringe amicizia con Marjorie Nugent, una delle donne più ricche della cittadina. Da poco vedova, la donna, per il suo carattere aspro e burbero, è molto criticata dagli abitanti di Carthage. Tra Bernie e Marjorie nasce così una relazione, ma il suo carattere burbero e la sua ossessività non fanno altro che peggiorare i rapporti fra i due, tanto che un giorno, Bernie uccide Marjorie con un fucile. Privo di qualsiasi rimpianto, Bernie nasconde il corpo della vedova in un congelatore per nove mesi, spendendo intanto il suo denaro per opere di bene. L'omicidio della donna viene però, infine, scoperto. Bernie viene arrestato e condotto in tribunale per l'omicidio di Marjorie Nugent. Il procuratore distrettuale Danny Buck Davidson chiede e ottiene il trasferimento del processo in un'altra città, San Augustine a circa 50 miglia di distanza, conscio del fatto che la quasi totalità degli abitanti di Carthage non avrebbe fatto condannare Bernie, benvoluto da tutti a differenza di Marjorie. Bernie viene giudicato colpevole e condannato all'ergastolo.

## Produzione

### Budget
Il film ottiene un budget di circa 6 milioni di dollari.

### Riprese
Le riprese si sono svolte nei mesi di ottobre e novembre 2010.

### Location
Le riprese si svolgono nello stato del Texas (Stati Uniti d'America) tra le città di Austin, Bastrop, Carthage, Georgetown e Smithville.

### Cast
Jack Black dopo aver firmato per il progetto, conosce e parla col vero Bernie Tiede nella prigione di Telford Unit State, in Texas, mentre Shirley MacLaine ci parla al telefono.
I veri cittadini di Carthage che hanno conosciuto Bernie Tiede, appaiono nel film ed hanno fornito informazioni per la sua realizzazione.
L'agenzia funebre dove lavorava Bernie non ha concesso il permesso di usare il vero nome dell'azienda nel film.

## Distribuzione
La pellicola viene presentata in vari festival cinematografici:
- 2011
  - Los Angeles Film Festival il 16 giugno
  - Rio de Janeiro International Film Festival il 6 ottobre
  - London Film Festival il 23 ottobre
- 2012
  - South by Southwest il 14 marzo
  - San Francisco International Film Festival il 21 aprile
  - Champs-Elysées Film Festival l'8 giugno

Il film esce nelle sale statunitensi in versione limitata di copie il 27 aprile 2012, per poi essere distribuita a livello nazionale a partire dal 4 maggio.

### Divieto
Il film viene vietato ai minori di 13 anni per la presenza di alcune immagini violente e linguaggio forte.

## Riconoscimenti
- 2012 - National Board of Review of Motion Pictures
  - Migliori dieci film indipendenti